# Бернардо Усай
 Бернардо Алберто Усай (на испански: Bernardo Alberto Houssay) е аржентински физиолог и носител на Нобелова награда за физиология или медицина през 1947 г.

## Биография
Бернардо Усай е роден в Аржентина, в семейство на френски емигранти. Баща му е адвокат.
През 1901 г. Усайт се записва да следва фармация в Университета в Буенос Айрес. Завършва бакалавърска степен през 1904 г. и едновременно постъпва да учи в медицинското училище към университета и практикува в местната болница. Завършва второто си висше образование по медицина през 1910 г., а две години по-късно вече е професор по физиология в университета. От 1915 до 1919 г. той ръководи секция по експериментална патология в буеносайреския Институт по бактериология.
Научните интереси на Усай са в областта на ендокринологията – жлезите с вътрешна секрекция и хормоните, които те произвеждат. През 1920-те и 1930-те г. той провежда задълбочени комплексни изследвания на ендокринната, кръвоносната, дихателната система и стомашно-чревния тракт. В резултат първи показва, че главната жлеза в ендокринната система е хипофизата и определя хормоналната ѝ връзка с останалите жлези в организма. Усай изучава ефекта на хормоните, отделяни от хипофизата, върху въглехидратния метаболизъм и връзката им с диабета. През 1924 г. достига до откритието, че отстраняването на хипофизата у експериментални животни води до тяхната свърхчувствителност към инсулина, който понижава нивото на кръвната захар. Оттам той заключава, че регулирането и поддържането на въглехидратния метаболизъм и кръвната захар в нормални референтни граници е следствие от взаимодействието между инсулина и хипофизните хормони. През 1947 г. за това си откритие Бернардо Усай е удостоен с Нобелова награда за физиология или медицина, която поделя със съпрузите биохимици от австро-американски произход Гърти Кори и Карл Кори.
През 1943 г. Усай основава Института по биология и експериментална медицина и става негов първи директор. През 1957 г. става председател на Националния съвет за технически изследвания на Аржентина. Член е на Аржентинската национална академия на науките и на Папската академия на науките. Подходите, които въвежда в преподавателската си дейност, целят повишаване на качеството на обучение и биват възприети в медицинските висши учебни заведения в цяла Латинска Америка.